# Бражник липовий
Бражник липовий —  вид родини лускокрилих

## Опис
Вона зелена, крапчаста, з сіро-оранжевими рисочками з боків. Ріг трапляється зелений чи синій.
Спереду крила жовто-бурі, поперечні лінії та смуги буро-зелені, з темно-бурими ромбоподібними плямами; розмах крил 60-80 мм. Задні крила сіро-бурі. По них проходять одна широка і одна вузька темні смуги. Передні крила ззовні з нерівномірними виїмками. 
Довжина гусениці 50 мм. 
Лялечка темно-бура.
Літає з травня по липень. 
Живе на липі, березі, вільсі, дубі, клені, в'язі з червня по вересень.
Поширений скрізь. 

## Галерея
|  |
|  |

|  |
|  |

|  |
|  |

|  |
|  |

|  |
|  |

|  |
|  |

|  |
|  |

|  |
|  |

|  |
|  |